# قلب دافئ (مسلسل)
قلب دافئ مسلسل سوري من إنتاج العام 1999

## قصة المسلسل
دراما اجتماعية معاصرة تتناول هموم الناس ومشاكلهم في ظل واقع اجتماعي مليء بالأزمات الإنسانية، بين اليقظة والحلم يصحو الإنسان باحثاً عن ذاته في هذا العالم المتخم بالهموم والانكسارات والارهاصات، التي افقدته جزءاً من انسانيته المسلوبة منه في عالم سيطرت عليه القيم المادية. لقد باتت روح الإنسان فارغة من أي مشاعر أو احاسيس تغذي دواخله العطشى.

## فريق العمل
قصة وسيناريو وحوار: حسن سامي يوسف، ديانا فارس
إخراج: فهد ميري
مخرج مساعد: فراس موسى
مخرج منفذ: نزار دراوشة
تصوير: محمد الملك
موسيقي تصويرية: رضوان رجب

## بطولة
بسام كوسا
سمر سامي
سلاف فواخرجي
عزة البحرة
لينا حوارنة
عبدالمنعم عمايري
جلال شموط
سعيد عبد السلام
ظفيرة قطان
أحمد رافع

## وصلات خارجية
مسلسل قلب دافئ علي يوتيوب